# Optevoz
Optevoz är en kommun i departementet Isère i regionen Auvergne-Rhône-Alpes i sydöstra Frankrike. Kommunen ligger i kantonen Crémieu som tillhör arrondissementet La Tour-du-Pin. År 2022 hade Optevoz 877 invånare.

## Befolkningsutveckling
Antalet invånare i kommunen Optevoz
Referens:INSEE